# 苎麻属
苎麻属（拼音：zhù，注音：ㄓㄨˋ）属荨麻科植物。其中苎麻（学名：Boehmeria nivea）分成白葉種及綠葉種。

## 形态
苎麻属为多年生草本宿根植物。地下部分由根和地下茎形成麻兜，可活数十年，茎丛生，背有茸毛，叶广卵形或近圆形叶，背面密生白茸毛為白葉種，而無白茸毛稱綠葉種，单性花，雌雄同株，复穗状花序，雌花在花序的上部，黄绿色瘦果，极小。並且單纖維長度是麻類中最長的(60-250毫米)。《本草綱目》云：“苧，家苧也；又有山苧，野苧也；有紫苧，葉面紫；白苧，葉面青；其背皆白。”

## 习性
喜光和温暖湿润气候，耐旱性弱，常用种子或分地下莖(吸枝法)、分株、扦插、压条等法繁殖，一年可收三次。收获苎麻多由中老年婦女帶頭,下田割苎麻。苎麻割下後,先摘葉,再去骨(葉可用來施肥,骨可曬乾當柴燒)，剩下的苎麻皮便带回家中,準備取纖維了。提取苎麻纖維的工具很特别,它由一把呈長弧形的鐵刀片(刀片的兩邊開鈍口)。织麻布首先要「绩麻」，将一段一段的麻丝捻成纱线。至今仍说的成绩、功绩之绩即从此出。绩麻是个非常精细烦难的工作。

## 用途

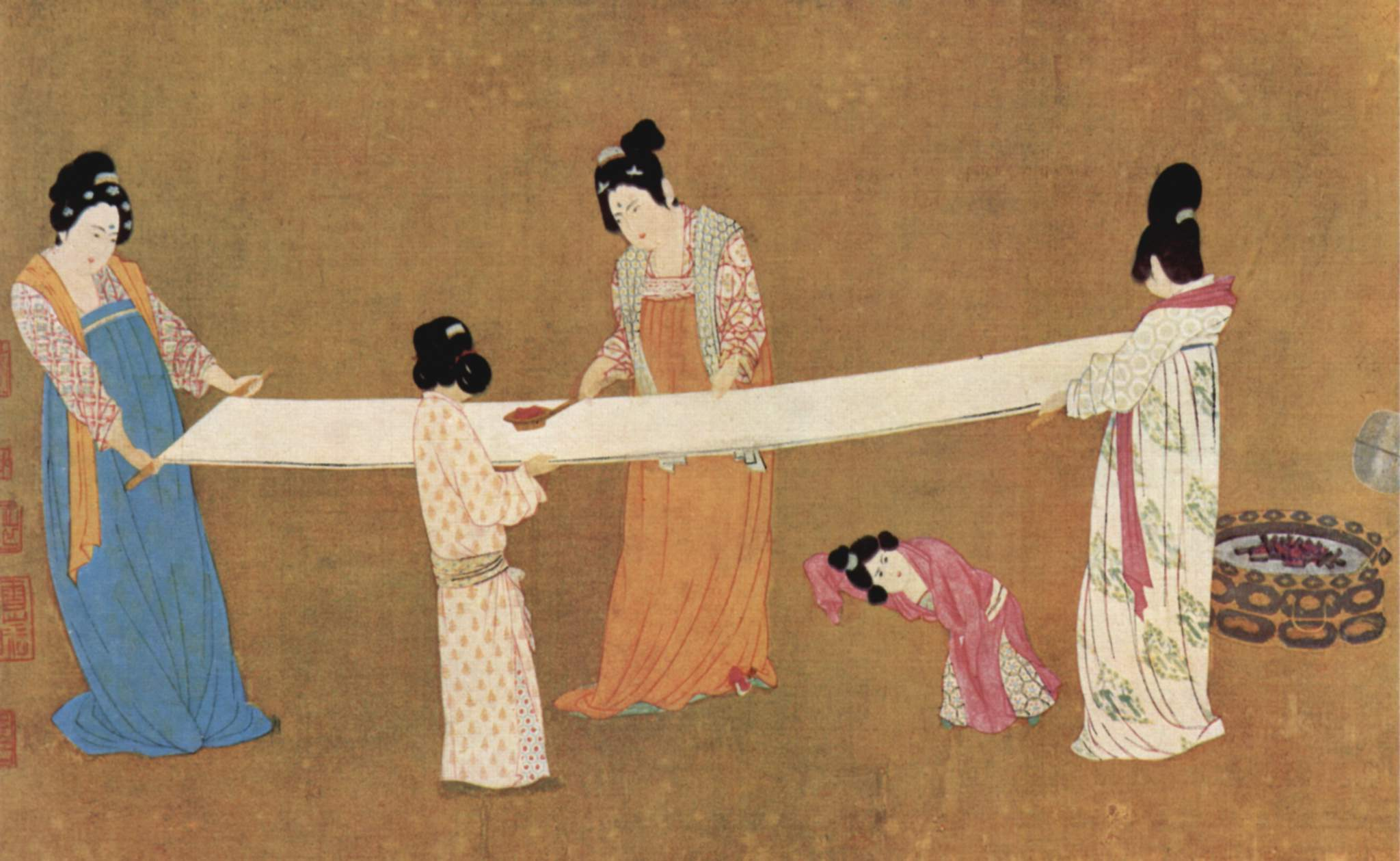
苎麻布的锻濯

茎部韧皮纤维有光泽，耐霉、易染色，为重要的纺织作物，优质纸原料。且与华夏文化传统连接深厚。古代的五种麻之一。苎麻所织的布称为夏布。夏布也就是夏天所用的布。从种麻开始，每年春、秋季各摘採一次，经过打麻、挽麻团、挽麻芋子、牵线、穿扣、刷浆、织布、漂洗、整形、印染等工序纯手工纺织成布。新夏布如很硬，必须放在水锅里适量放入碱水，进行煮练，取出用衣槌捣练，使它柔软。幅宽二尺二寸。每匹大约45-60厘米宽。苎麻成布之后，需加灰锻濯漂白，制成白纻、白紵細布。《礼记》中的深衣即由苎麻所制。《乐府白紵歌》曰：“质如轻云色如银，制以为袍余作巾。”中唐时“沤纻为缊袍”、“春衫裁白纻，朝帽挂乌纱。”乃是一种时尚，以至于唐人到了“裁衫催白纻”的痴狂程度。。白纻細布染色后被称为纻丝，多用于制造官袍。
苎麻根可作為澱粉釀酒原料，更可以提鍊出凝酸銨。其葉可供食用、飲料，可從葉分離出氯原酸，加熱後可產生咖啡酸及奎寧酸。
中国为苎麻主要出产国。四川省达州市大竹县被称作中国苎麻之乡。苎麻量产为中国第一。优质苎麻纺织原料种植基地分布在湖南、江西、四川。蜀布为上古四川特产的苎麻布，蜀推行到巴，由巴推行到湘、糠、皖、浙。到东汉初，江浙的苎麻布才开始行销到中原，称为越布。
苎麻布也用于制做漆器。在中国古代漆器中，其胎(即质)大多为木胎或夹苎胎(即麻布胎,古今多以夏布为之。亦称做脱胎) 。夹苎胎就是采用苎麻纺成的织物为主要原料之一制成的一种漆器胎体。木胎、竹胎都比较厚重，只有夹苎胎既轻巧又结实。夹苎胎又称脱胎,方法是在一个器形模具上一层层地缠绕麻布或丝绸,缠一层涂一层漆,层层粘合,干后去掉模子。古代叫"脱空"或者"脱沙"。夹苎胎漆器以精美的妆奁用器和小件酒器为多。
目前苎麻纺织手工技艺快濒临灭绝，现已列为中国国家级非物质文化遗产。苎麻也是日本的古传纺织作物。琉球王国宫古岛的供品宫古上布、八重山上布以及新潟县越後上布用苎麻纺织，又称紺上布。1921年，宫古上布获得平和世界博覧会金奖。1978年成为日本文化财产。越後上布中的小千谷縮也就是川端康成在《雪国》里，提到的一种在银装素裹的雪天里纺织的苎麻绉纱——白縮，专门用于制作夏季和服礼服。在韩国，忠清南道舒川郡韩山面生产的苎麻叫做韩山紵（한산저），一向享有盛名。韩山苎麻编织也是韩国无形文化遗产。每年举办韩山苎麻文化节。

## 醫療用途
苧麻植物藥研發多靶向分子蛋白藥，將苧麻DNA 定序了解並找出這株植物藥的有效、有毒及活性，能挑選具有效及活性、安全之苧麻品種，研發出苧麻的醫療功能，以分子蛋白藥為研發向。
生醫科技公司的實驗室作出苧麻蛋白分子成分對癌蛋白抑制實驗，以苧麻藥研究主題論述苧麻多靶向之蛋白分子藥驗證，以國際公認八大癌蛋白COX-2、GRP78、Akt、p38 MAPK、p-glycoprotein、β-catenin、MMP-9、Thr308作抑制癌蛋白測試，證實其多靶向蛋白分子藥之功能，並發表國際性的醫學期刊。論文中分析出苧麻分子藥在細胞內之分子路徑，有效的抑制癌蛋白除去癌細胞，苧麻分子藥通過細胞膜，進入細胞質，經內質網到細胞核，因具有活性，在處理癌蛋白之後，能代謝的離開，不會造成滯留造成病變或突變，使癌細胞無法分裂造成癌細胞凋零死。
在末期癌症治療所面對的最大困境就是轉移，在這部分西醫是束手無策及令人沮喪的。末期癌症全身轉移，病人面臨多重治療、造成身心極大的痛苦。甚至因致療過度或副作用使免疫下降造成感染，而因重度感染死亡，這是令人無奈之處。在苧麻多靶向蛋白分子藥對癌症用藥之轉移有非常好的控制效果，因為是植物中藥萃取之蛋白分子藥，所以被歸類在中藥，在西醫的體系中藥是屬於調劑或保健，都是在癌症之三、四期才會有機會以輔助治療的角色來使用在癌症疾病上。而癌症末期是幾乎癌細胞全身轉移最嚴重時期，使用苧麻分子藥控制癌症轉移能有良好效果節錄楊肇基博士論文中對轉移因子控制的內容如下，在末期苧麻蛋白分子藥抑制轉移、增生、侵犯之蛋白子，所以在末期致療上有良好反應。

## 下属物种
- 异叶苎麻 Boehmeria allophylla
- 双尖苎麻 Boehmeria]] Boehmeriacuspis
- 黔桂苎麻 Boehmeria]] Boehmeriainii
- 白面苎麻 Boehmeria clidemioides
- 密球苎麻 Boehmeria densiglomerata
- 长序苎麻 Boehmeria dolichostachya
- 海岛苎麻 Boehmeria formosana
- 细野麻 Boehmeria gracilis
- 细序苎麻 Boehmeria hamiltoniana
- 盈江苎麻 Boehmeria ingjiangensis
- 光叶苎麻 Boehmeria leiophylla
- 琼海苎麻 Boehmeria lohuiensis
- 大叶苎麻 Boehmeria longispica
- 水苎麻 Boehmeria macrophylla
- 腋球苎麻 Boehmeria malabarica
- 苎麻 Boehmeria nivea, 白叶苎麻
- 长圆苎麻 Boehmeria oblongifolia
- 长叶苎麻 Boehmeria penduliflora
- 疏毛水苎麻 Boehmeria pilosiuscula
- 歧序苎麻 Boehmeria polystachya
- 滇黔苎麻 Boehmeria pseudotricuspis
- 束序苎麻 Boehmeria siamensis
- 赤麻 Boehmeria silvestrii
- 小赤麻 Boehmeria spicata
- 伏毛苎麻 Boehmeria strigosifolia
- 西藏苎麻 Boehmeria tibetica
- 密毛苎麻 Boehmeria tomentosa
- 越南苎麻 Boehmeria tonkinensis
- 悬铃叶苎麻 Boehmeria tricuspis
- 阴地苎麻 Boehmeria umbrosa
- 帚序苎麻 Boehmeria zollingeriana
- 青苧麻 Boehmeria nivea (L.) Gaudich. Var. tenacissima (Gaudich.) Miq.

## 外部連結
- 苎麻, Zhuma （页面存档备份，存于） 藥用植物圖像數據庫 (香港浸會大學中醫藥學院) （繁體中文）（英文）